# Louis-Mathieu Langlés
Louis-Mathieu Langlés fue individuo del Instituto de Francia, de la Sociedad asiática de Calcuta, uno de los presidentes de la de antigüedades de París, etc. Nació en Perona en Picardía en 1763. 
Siendo aun muy joven pasó a París a terminar sus estudios, donde sucedió a su padre en el empleo de dependiente u oficial del Tribunal de los mariscales de Francia de la condestablia. Lleno de ardor y celo para el estudio, colmó su deseo en el Colegio de Francia , siguiendo las lecciones del árabe de Caussin de Perceval y las del persa de Ruffin, de modo que en breve se aventajó o al menos igualó a los más distinguidos sabios de su época. La gran reputación que adquirió por su traducción al francés de los Institutos políticos y militares de Tamerlán, París, 1787, en 8°, dio motivo a que se le encargase la publicación del Diccionario tártaro-manchú-francés, París, 1789 y 1790, tres tomos en 4°, que el P. Amiot había enviado manuscrito desde China al señor Bertin. Sobre este mismo manuscrito compuso Langlés su Alfabeto tártaro-manchú, París, 1787, en 4° y 1807 en 8°, tercera edición, el cual al paso que le valió excesivos elogios, le atrajo la injusta tacha de haberse apropiado el alfabeto de Deshauterayes, que se había grabado veinte años antes en las láminas de la Enciclopedia. 
Langlés en su laboriosa carrera quiso hacer general en Francia el estudio de las lenguas orientales: también hablaba la mayor parte de los idiomas vivos y si dio a esta clase de mérito demasiada importancia, se debe por lo menos convenir que ha utilizado esta vasta erudición filológica en provecho de las ciencias y que ella le ha servido para aclarar una multitud de puntos de historia, de geografía y de estadística de diferentes comarcas del Asia. Murió Langlés en 28 de enero de 1824, siendo profesor del idioma persa y malayo en la escuela especial de París y conservador de los manuscritos orientales de la Biblioteca real. 

## Obra
La nomenclatura de las numerosas obras que compuso se puede ver en el Diccionario de los anónimos, en la Francia literaria de Esch y en el Anuario necrológico de M. A. Mahul, 1824, pág. 157-162. Citaremos solamente además de las ya notadas: 
- De la importancia de las lenguas orientales, París , 1790 , en 8°
- Fábulas y cuentos indios, etc., id. 1790 , en 18°; de esta ya había publicado otra traducción en 1788 con el título de Cuentos, etc.
- Colección manual o portátil de viajes, etc., París, 1795 y 1805, cinco tomos en 8° con un atlas pequeño en 4°
- Viajes de C. P, Thunberg al Japón, etc. id. 1796, dos tomos en 4° o cuatro tomos en 8°
- Viaje de Bengala á Petersburgo, id. 1803 , tres tomos en 8°
- Viaje de Hornemann al África septentrional, id. 1803 , dos tomos en 8°,
- Investigaciones sobre el descubrimiento de la esencia de rosas, id. 1604, en 4°, hermosa edición
- Catálogo de los manuscritos sánscritos de la Biblioteca imperial
- Monumentos antiguos y modernos del Indostán en 150 láminas, id. 1281, dos tomos en folio.

En fin, Langles fue editor o cooperador de muchas otras obras. También suministró un gran número de artículos a la Biografía universal; y las Memorias del instituto, el Almacén, los Anales y la Revista enciclopédica contienen de él una multitud de Memorias, Noticias y otros fragmentos. El catálogo de la preciosa biblioteca de Langlés se ha publicado por Merlin, Paris, 1825, en 8°; igualmente se encuentra sobre él en el tomo cuarto del Diario asiático una Noticia necrológica por Abel Remusat, su sucesor en el empleo de conservador de los manuscritos orientales de la biblioteca real y otra por Dacier, secretario perpetuo de la academia de inscripciones y bellas letras, en el Monitor de 1º de septiembre de 1825, etc.